# Fran Curran
Francis Hugh "Fran" Curran (Luzerne, Pensilvania; 19 de septiembre de 1925 -Benton, Pensilvania; 18 de septiembre de 2004) fue un jugador de baloncesto estadounidense que disputó dos temporadas entre la BAA y la NBA, además de jugar en otras ligas menores. Con 1,83 metros de estatura, jugaba en la posición de base.

## Trayectoria deportiva

### Universidad
Jugó durante su carrera universitaria con los Fighting Irish de la Universidad de Notre Dame.

### Profesional
Su carrera profesional comenzó en los Trenton Tigers de la ABL, jugando posteriormente en los Troy Whirlwinds de la New York State Professional League, pasando más adelante por la NBL hasta que en 1948 ficha por los Rochester Royals de la BAA, con los que disputa dos temporadas, siendo la más destacada la segunda, ya en la NBA, en la que promedia 6,0 puntos y 1,1 asistencias por partido. Ese año fue además el quinto mejor jugador de toda la liga en porcentaje de tiros libres, con un 82,6%.

#### Estadísticas en la BAA y la NBA

##### Temporada regular
| Temporada | Edad | Equipo           | Liga  | P   | TIT | MIN | TC  | TCA | %TC  | 3P | 3PA | %3P | TL  | TLA | %TL  | R.OF. | R.DEF. | REB | ASIS | ROB | TAP | PER | FP  | PTS |
| 1948-49   | 23   | Rochester Royals | BAA   | 57  |     |     | 1.1 | 2.9 | .363 |    |     |     | 1.5 | 2.2 | .675 |       |        |     | 1.4  |     |     |     | 2.1 | 3.6 |
| 1949-50   | 24   | Rochester Royals | NBA   | 66  |     |     | 1.5 | 3.6 | .417 |    |     |     | 3.0 | 3.7 | .826 |       |        |     | 1.1  |     |     |     | 1.7 | 6.0 |
| Total     |      |                  | TOTAL | 123 |     |     | 1.3 | 3.3 | .395 |    |     |     | 2.3 | 3.0 | .774 |       |        |     | 1.2  |     |     |     | 1.9 | 4.9 |
|           |      |                  | NBA   | 66  |     |     | 1.5 | 3.6 | .417 |    |     |     | 3.0 | 3.7 | .826 |       |        |     | 1.1  |     |     |     | 1.7 | 6.0 |
|           |      |                  | BAA   | 57  |     |     | 1.1 | 2.9 | .363 |    |     |     | 1.5 | 2.2 | .675 |       |        |     | 1.4  |     |     |     | 2.1 | 3.6 |

##### Playoffs
| Temporada | Edad | Equipo           | Liga  | P | MIN | TCA | TC | 3PA | 3P | TLA | TL | R.OF. | REB | ASIS | ROB | TAP | PER | FP | PTS | %TC  | %3P | %FT   | MIN | PTS | REB | AST |
| 1948-49   | 23   | Rochester Royals | BAA   | 4 |     | 1   | 5  |     |    | 2   | 2  |       |     | 3    |     |     |     | 3  | 4   | .200 |     | 1.000 |     | 1.0 |     | 0.8 |
| 1949-50   | 24   | Rochester Royals | NBA   | 2 |     | 2   | 7  |     |    | 1   | 1  |       |     | 0    |     |     |     | 0  | 5   | .286 |     | 1.000 |     | 2.5 |     | 0.0 |
| Total     |      |                  | TOTAL | 6 |     | 3   | 12 |     |    | 3   | 3  |       |     | 3    |     |     |     | 3  | 9   | .250 |     | 1.000 |     | 1.5 |     | 0.5 |
|           |      |                  | BAA   | 4 |     | 1   | 5  |     |    | 2   | 2  |       |     | 3    |     |     |     | 3  | 4   | .200 |     | 1.000 |     | 1.0 |     | 0.8 |
|           |      |                  | NBA   | 2 |     | 2   | 7  |     |    | 1   | 1  |       |     | 0    |     |     |     | 0  | 5   | .286 |     | 1.000 |     | 2.5 |     | 0.0 |